# دييغو ليون
دييغو ليون أيرزا (بالإسبانية: Diego León Ayarza)‏ (ولد في 16 يناير 1984 في بالنثيا) هو لاعب كرة قدم إسباني يلعب كلاعب خط وسط.

## المسيرة الرياضية

### ريال مدريد / غراسهوبرز
نشأ ليون في أكاديمية ريال مدريد ولكنه لم يلعب سوى للفريق الرديف. في البداية حصل على رقم في تشكيلة موسم 2004-2005 لكنه انتقل إلى أرمينيا بيليفيلد في ألمانيا (لأول مرة على سبيل الإعارة) في يناير 2005 قبل أن يتمكن من اللعب لأول مرة مع ناديه الأم الإسباني.
مكث ليون في أرمينيا بيليفيلد حتى نهاية موسم 2005-2006 وبعد ذلك انضم إلى غراسهوبر زيوريخ في دوري السوبر السويسري.

### بارنسلي
في 21 ديسمبر 2007 أُعلن أن ليون قد وقع اتفاقية ما قبل التعاقد مع بارنسلي على أن يتم الانتقال عند فتح فترة الانتقالات. كان نادي يوركشاير يأمل في جعل هذه الخطوة رسمية في الوقت المناسب له للعب في مباراة الدور الثالث لكأس الاتحاد الإنجليزي ضد بلاكبول في 5 يناير 2008 لكنه اضطر للانتظار حتى التاسع من الشهر للعب لأول مرة في تلك الأمسية عندما لعب في مباراة الفريق الاحتياطي ضد شيفيلد يونايتد.
قدم ليون عروضاً رائعة ليحصل على جائزة أفضل لاعب في المباراة في أول مباراة له مع بارنسلي ضد كولتشستر يونايتد في 29 يناير 2008. واصل اللعب في انتصاره الذي لا ينسى على ليفربول من الدوري الإنجليزي الممتاز في كأس الاتحاد الإنجليزي. لعب أيضًا دورًا رئيسيًا في فوز بارنسلي 3-0 على واتفورد في 9 أبريل حيث شارك في جميع الأهداف الثلاثة بما في ذلك تمريرته إلى جون ماكين الذي مررها بدوره إلى كايودي أوديجاي ليسجل وتنفيذه ضربة الزاوية ليسمح لستيفن فوستر بالتسجيل برأسية وتمريرته البينية إلى أوديجاي ليسجل هدفه الثاني.
في المباراة التالية ضد بريستون نورث ايند سجل ليون هدفاً رئيسياً في بقاء بارنسلي في دوري البطولة الإنجليزية موسم 2007-08 وسجل من ركلة حرة من 35 ياردة لتحقيق الفوز 2-1. جاء هدفه الثاني والأخير لبارنسلي في الفوز 3-2 على بيرنلي في 24 نوفمبر 2008 وفي 7 مايو من السنة التالية تم إخباره جنبا إلى جنب مع دينيس سوزا وكايل ليثرين ومارسيانو فان هومويت بأنهم أحرار في البحث عن نادٍ جديد في الصيف. بعد وقت قصير من عودته إلى بلاده وافق على صفقة الانتقال إلى لاس بالماس في دوري الدرجة الثانية الإسباني.

### السنوات الأخيرة
في 13 ديسمبر 2010 تنقل ليون بين عدة أندية وبلدان من ضمنها فاكر بورغهاوزن المتواضع في ألمانيا. في يونيو من السنة التالية انتقل إلى هايدوك سبليت الكرواتي ثم إلى نيا سلاميس فاماغوستا في قبرص.

## إحصائيات المسيرة الرياضية
آخر تحديث 17 مايو 2015.
| النادي               | الموسم        | الدوري            | الدوري    | الدوري  | الكأس     | الكأس   | القارة    | القارة  | المجموع   | المجموع |
| النادي               | الموسم        | الدرجة            | المباريات | الأهداف | المباريات | الأهداف | المباريات | الأهداف | المباريات | الأهداف |
| -------------------- | ------------- | ----------------- | --------- | ------- | --------- | ------- | --------- | ------- | --------- | ------- |
| ريال مدريد كاستيا    | 2002–03       | الدرجة الثانية بي | 9         | 0       | 0         | 0       | 0         | 0       | 9         | 0       |
| ريال مدريد كاستيا    | 2003–04       | الدرجة الثانية بي | 1         | 0       | 0         | 0       | 0         | 0       | 1         | 0       |
| ريال مدريد كاستيا    | المجموع       | المجموع           | 10        | 0       | 0         | 0       | 0         | 0       | 10        | 0       |
| ريال مدريد           | 2004–05       | الدرجة الأولى     | 0         | 0       | 0         | 0       | 0         | 0       | 0         | 0       |
| ريال مدريد           | المجموع       | المجموع           | 0         | 0       | 0         | 0       | 0         | 0       | 0         | 0       |
| أرمينيا بيليفيلد     | 2004–05       | الدرجة الأولى     | 10        | 0       | 2         | 0       | 0         | 0       | 12        | 0       |
| أرمينيا بيليفيلد     | 2005–06       | الدرجة الأولى     | 4         | 1       | 1         | 0       | 0         | 0       | 5         | 1       |
| أرمينيا بيليفيلد     | المجموع       | المجموع           | 14        | 1       | 3         | 0       | 0         | 0       | 17        | 1       |
| غراسهوبر             | 2006–07       | دوري السوبر       | 26        | 3       | 3         | 2       | 8         | 1       | 37        | 6       |
| غراسهوبر             | 2007–08       | دوري السوبر       | 4         | 0       | 0         | 0       | 0         | 0       | 4         | 0       |
| غراسهوبر             | المجموع       | المجموع           | 30        | 3       | 3         | 2       | 8         | 1       | 41        | 6       |
| بارنسلي              | 2007–08       | دوري البطولة      | 18        | 1       | 2         | 0       | 0         | 0       | 20        | 1       |
| بارنسلي              | 2008–09       | دوري البطولة      | 19        | 1       | 2         | 0       | 0         | 0       | 21        | 1       |
| بارنسلي              | المجموع       | المجموع           | 37        | 2       | 4         | 0       | 0         | 0       | 41        | 2       |
| لاس بالماس           | 2009–10       | الدرجة الثانية    | 22        | 1       | 0         | 0       | 0         | 0       | 22        | 1       |
| لاس بالماس           | المجموع       | المجموع           | 22        | 1       | 0         | 0       | 0         | 0       | 22        | 1       |
| فاكر بورغهاوزن       | 2010–11       | الدرجة الثالثة    | 11        | 0       | 0         | 0       | 0         | 0       | 11        | 0       |
| فاكر بورغهاوزن       | المجموع       | المجموع           | 11        | 0       | 0         | 0       | 0         | 0       | 11        | 0       |
| نيا سلاميس فاماغوستا | 2011–12       | الدرجة الأولى     | 17        | 1       | 0         | 0       | 0         | 0       | 17        | 1       |
| نيا سلاميس فاماغوستا | المجموع       | المجموع           | 17        | 1       | 0         | 0       | 0         | 0       | 17        | 1       |
| كيركيرا              | 2012–13       | دوري السوبر       | 26        | 0       | 2         | 0       | 0         | 0       | 28        | 0       |
| كيركيرا              | المجموع       | المجموع           | 26        | 0       | 2         | 0       | 0         | 0       | 28        | 0       |
| نيا سلاميس فاماغوستا | 2013–14       | الدرجة الأولى     | 31        | 8       | 1         | 0       | 0         | 0       | 32        | 8       |
| نيا سلاميس فاماغوستا | 2014–15       | الدرجة الأولى     | 26        | 4       | 2         | 0       | 0         | 0       | 28        | 4       |
| نيا سلاميس فاماغوستا | المجموع       | المجموع           | 57        | 12      | 3         | 0       | 0         | 0       | 60        | 12      |
| المجموع الكلي        | المجموع الكلي | المجموع الكلي     | 217       | 19      | 15        | 2       | 8         | 1       | 240       | 22      |

## الإنجازات
- منتخب إسبانيا تحت 16 سنة
  - بطولة أوروبا تحت 17 سنة لكرة القدم (1): 2011